# Нижнедевицк (село)
Нижнеде́вицк — село в России, административный центр Нижнедевицкого района Воронежской области, а также Нижнедевицкого сельского поселения.
Ранее было уездным городом Воронежской губернии.

## География
Село расположено по обоим берегам реки Деви́ца.
На расстоянии 50 километров на северо-восток находится город Воронеж — центр Воронежской области.
По северной окраине села проходит автомобильная дорога Р298 (E 38).

### Климат
Климат Нижнедевицка — умеренно континентальный, с холодной, снежной зимой и тёплым, но не очень жарким летом. На климат помимо географических факторов (продолжительности светлого времени суток, направления ветра) существенно влияет и рельеф местности — село расположено в низине, что приводит к дополнительному выхолаживанию в ночное время.
| Показатель                    | Янв.  | Фев.  | Март | Апр. | Май  | Июнь | Июль | Авг. | Сен. | Окт. | Нояб. | Дек. | Год  |
| ----------------------------- | ----- | ----- | ---- | ---- | ---- | ---- | ---- | ---- | ---- | ---- | ----- | ---- | ---- |
| Средний суточный максимум, °C | −5,3  | −4,4  | 1,0  | 12,8 | 20,8 | 24,2 | 25,4 | 24,5 | 18,6 | 10,3 | 2,3   | −2,1 | 10,7 |
| Средняя температура, °C       | −8,6  | −8    | −3,2 | 8,0  | 15,0 | 18,5 | 19,9 | 18,8 | 13,4 | 6,4  | −0,4  | −4,9 | 6,3  |
| Средний суточный минимум, °C  | −11,8 | −11,5 | −5,8 | 3,2  | 9,3  | 12,8 | 14,5 | 13,2 | 8,3  | 2,6  | −3    | −7,7 | 2,0  |
| Норма осадков, мм             | 40    | 30    | 28   | 39   | 45   | 69   | 71   | 57   | 52   | 44   | 47    | 45   | 567  |
| Источник: Климат Нижнедевицка |       |       |      |      |      |      |      |      |      |      |       |      |      |

## История
Нижнедевицк возник как село Нижняя Деви́ца на речке Деви́ца в конце XVII века. В 1680 году группе служилых людей была выделена земля «в Осколском уезде в Ублинском стану … на Девице речке». В последующие годы там же выделялась земля и другим служилым людям.
Основателями села, как и близлежащих сёл Новая Ольшанка, Турово, Вязноватовка, Хохол, были мелкие служилые люди, охранявшие в XVII веке южные окраины России от набегов крымских и ногайских татар. Эта категория населения впоследствии получила название однодворцев. Последние сохранили некоторые привилегии, не свойственные крестьянам, и даже имели право владеть крепостными крестьянами.
В 1718 году в селе Нижняя Девица стояла деревянная церковь архистратига Михаила, построенная в 1710 году, было 69 дворов однодворцев и 3 двора служителей церкви. Проживало в селе 143 мужчины и 221 женщина.
В основном первопоселенцы пришли из сёл нынешней Курской области, городов Землянск и Старый Оскол. Они занимались земледелием, скотоводством и были обязаны пополнять особый род территориальных войск — ландмилицию, учреждённую в 1713 году. Служилым лицам в 1718 году в селе принадлежало 35 дворов.
До 1779 года село Нижняя Девица входило в состав Заубленского стана Старооскольского уезда Белгородской губернии. В 1779 году, в связи с расформированием Белгородской губернии, село передали в Воронежскую губернию с переводом в статус уездного города Нижнедевицкого уезда.
При новом административном делении в Нижнедевицк перевозится административные здания из упразднённого города Костенск (ныне — село Костенки Хохольского района). В них размещают уездный суд, городскую полицию, казначейство, земский суд. Позже построены «тюремная изба» и дом городничего. Город становится центром обширного уезда, куда вошли территории современного Нижнедевицкого, частично Хохольского, Репьёвского районов, Белгородской и Курской областей, на которых проживало 19799 человек. Близость таких крупных городов, как Воронеж и Старый Оскол, не позволили развиться Нижнедевицку в крупный торгово-промышленный центр.
В 1781 году Екатерина II утвердила герб и план города. Ядро застройки по этому плану сохраняется и сейчас.
В 1794 году в городе насчитывалось 316 домов и проживало 930 душ, строились каменная церковь, гостиный двор с мясными лавками, в предместьях находились кузницы.

### XIX век
В 1800 году в городе было уже две церкви, семь лавок, шесть водяных мельниц. Проживало 1907 жителей.
В 1812 году на войну между Францией и Россией из города взято 20, а из уезда — 175 рекрутов. Они в составе третьего и четвёртого егерских воронежских полков сражались под Москвой и Тарутино.
В 1817 году в Нижнедевицке разместился на постой Нежинский конно-егерский полк, вернувшийся из-за рубежа.
В 1821 году проездом из Воронежа в Курск, Александр I остановился на ночлег в Нижнедевицке.
В 1825 году в городе (без слобод) проживало 753 человека, имелось 77 деревянных (каменных не было) домов, 20 лавок, питейный двор, 10 садов, каменная церковь (деревянную разобрали).
В 1841 году открыто первое учебное заведение — приходское училище, а в 1842 году — больница на 12 коек.
В 1842 году в Нижнедевицке проживало 1447 человек. Имелось 3 каменных и 131 деревянный дом, 4 фабрики, 30 лавок, 4 трактира, 2 питейных дома.
В 1859 году в Нижнедевицке проживало 2560 человек.
В 1875 году в городе открыта телеграфная станция.
В 1892 году между Нижнедевицком и железнодорожной станцией построено шоссе, оно связало город с железной дорогой Воронеж-Курск, движение поездов по которой началось в 1894 году.
В 1897 году в Нижнедевицке было 310 дворов и 2879 жителей.
В 1899 году открыта первая публичная библиотека. Купцы Сидоровы построили крупную паровую мельницу, на центральной площади возвели каменные особняки.

### XX век
В 1913 году приняты в эксплуатацию водопровод, электростанция, телефон, для школ закуплен синематограф, открылся музей народного образования.
10 января 1918 года на первом уездном съезде крестьянских и солдатских депутатов установлена Советская власть. Подавляющая часть делегатов — эсеры.
26 сентября 1919 года город занят войсками под командованием «белого» генерала Шкуро. На террор «красных» «белые» ответили своим террором.
8 ноября 1919 года «красные» отбили Нижнедевицк, а 9 ноября «белые» вернули город. 15 ноября «белые» оставили Нижнедевицк. Началось восстановление советской власти.
В 1926 году в Нижнедевицке было 353 дома, проживало 2254 человека. Имелось несколько школ, театр, Дом культуры, изба-читальня, библиотека, больница на 60 коек.
В 1928 году после упразднения уезда, Нижнедевицк утратил статус города и стал селом, центром Нижнедевицкого района Центрально-Чернозёмной области.
В 1934 году вошёл в состав Воронежской области.
Во время коллективизации на территории села организованно несколько колхозов и машинно-тракторных станций.
3 июля 1942 года во время Великой Отечественной войны Нижнедевицк был оккупирован нацистскими войсками. Освобождён в конце января 1943 года.
В 1963 году село теряет статус райцентра, а в 1965 году он был восстановлен.
Во второй половине XX века в Нижнедевицке шло интенсивное строительство жилья, объектов социального и промышленного назначения. Возведены две школы, банки, административные здания, маслозавод, птицефабрика, больничный и торговый комплексы, Дом культуры, узел связи. Благоустраивались улицы села, создано водохранилище. Через село пролегла трасса Курск — Саратов.
В 1993 году в село проложен газопровод и началась его газификация.

## Население
| 1859  | 1897  | 1939  | 1959  | 1970  | 1979  | 1989  | 2002  | 2010  |
| ----- | ----- | ----- | ----- | ----- | ----- | ----- | ----- | ----- |
| 2315  | ↗2409 | ↘2346 | ↗3445 | ↗5297 | ↗6082 | ↗6736 | ↘6409 | ↘5839 |
| 2021  |       |       |       |       |       |       |       |       |
| ↘5460 |       |       |       |       |       |       |       |       |

## Инфраструктура
- Реабилитационный центр для несовершеннолетних на 25 мест
- Центр социального обслуживания населения «Уют»
- Районная больница
- Автостанция
- Центральный парк
- Гимназия
- Школа

## Памятники истории и культуры
| Наименование памятника                                                                                                  | Датировка                                              | Категория охраны      | Адрес                 |
| --- | ------------------------------------------------------ | --------------------- | --------------------- |
| Трактор «Универсал» | 1967 год                                               | Региональное значение |                       |
| Усадьба Сидорова: а) Дом жилой б) Парк, пруд                                                                            | н. XX в.                                               | Региональное значение | ул. Братская, 10      |
| Присутственные места | 1832 год                                               | Региональное значение | ул. Братьев Серых, 4  |
| Общественный клуб | 1890 год                                               | Региональное значение | ул. Чижова, 1         |
| Усадьба промышленная а) дом Сидорова б) лавка                                                                           | к. XIX в.                                              | Региональное значение | ул. Чижова, 7         |
| Дом Сидорова | с. XIX в                                               | Региональное значение | ул. Революционная, 25 |
| Комплекс Высшего Начального училища а) учебный корпус б) дом инспектора в) мастерские                                   | н. XX в. 1910 год н. XX в.                             | Региональное значение | ул. Луначарского, 8   |
| Городское приходское училище                                                                                            | 1908 год                                               | Региональное значение | ул. Театральная, 16   |
| Больничный комплекс а) стационар б) психиатрический корп. в) детский приют г) инфекционный корпус д) водонапорная башня | с. XIX в. н. XX в. 1884 год 1911 год 1884 год 1913 год | Региональное значение | ул. Воронежская, 4    |
| Электростанция | 1913 год                                               | Региональное значение | ул. Воронежская, 2    |
| Братская могила № 188                                                                                                   | 1919, 1941-1943 годы                                   | Региональное значение | центральный парк      |

## Галерея
- Дом Сидорова, улица Чижова, 7
- Жилой дом, улица Братская, 10